# Proximativ
Proximativ är ett grammatiskt kasus används för att beskriva en innebörd som liknar den svenska prepositionen "nära till" eller "i närheten av".
Kasuset förekommer i det logiska språket "Gimív".
Ett exempel på dess användning är “basúnid”, vilket betyder “nära en skola”, eller “home.PROX” för “nära hemmet”.